# Rasmus Hansen (försvarsminister)
Rasmus Hansen, född 16 augusti 1896, död 10 oktober 1971, var en dansk politiker.
Rasmus Hansen var ursprungligen journalist i den socialdemokratiska pressen, 1929–1936 redaktionssekreterare och från 1945 ledarskribent i Social-Demokraten, 1942–1945 redaktör för Fyns Social-Demokrat. Han blev 1936 medlem av Folketinget och 1947 försvarsminister.